# Heterocallia deficiens
Heterocallia deficiens är en fjärilsart som beskrevs av Sterneck 1928. Heterocallia deficiens ingår i släktet Heterocallia och familjen mätare. Inga underarter finns listade i Catalogue of Life.